# فيليب هارولد لويس
فيليب هارولد لويس (بالإنجليزية: Phillip Harold Lewis)‏ هو عالم إنسان أمريكي، ولد في 31 يوليو 1922 في شيكاغو في الولايات المتحدة، وتوفي في 10 ديسمبر 2011 في إيفانستون في الولايات المتحدة.